# Georg Johann Ludwig Vogel
Georg Johann Ludwig Vogel (* 16. März 1742 in Feuchtwangen; † 12. Februar 1776 in Altdorf bei Nürnberg) war ein deutscher Orientalist und evangelischer Theologe.

## Leben
Der Sohn des Kaplans Georg Ludwig Vogel und dessen Frau Anna Maria Barbara Frieß, hatte bereits in frühster Jugend seinen Vater verloren, so dass sich die Mutter um seine Ausbildung und die seiner Brüder kümmern musste. Anfänglich hatte er die Lateinschule in seiner Heimatstadt besucht, wo sein Onkel Fries über seine Ausbildung wachte. Danach frequentierte er das Gymnasium in Ansbach, wo er seine früh entwickelten Geistesanlagen in der wissenschaftlichen Bildung weiterentwickeln konnte. Das ihm liebgewordene Studium der alten, besonders der orientalischen Sprachen setzte Vogel auf der Universität Helmstedt fort. Dort verteidigte er unter Wilhelm Abraham Tellers Vorsitz 1764 seine Abhandlung: De dialecto poetico divinorum carminum Veteris Testamenti.
Vogel setzte danach seine Studien an der Universität Leipzig fort, wo er Magister wurde und daraufhin an der Universität Halle öffentliche Vorlesungen hielt. In jene Zeit (1766) fallen seine scharfsinnigen Erläuterungen einiger Stellen des Pentateuch und die Beantwortung der Frage, ob die hebräische Sprache reich oder arm genannt zu werden verdiene. In Halle war Vogel Adjunkt der philosophischen Fakultät und 1773 außerordentlicher Professor der Philosophie. Anhaltende Studien hatten seine Gesundheit erschüttert. Um diese wiederherzustellen, unternahm er 1775 eine Reise nach Altdorf in Begleitung seines Bruders Benedict Christian Vogel, wo er an einem langsamen Zehrfieber starb.
Seine gründlichen Kenntnisse der orientalischen Sprachen und ihrer Literatur benutzte Vogel besonders zur Exegese und Kritik der biblischen Urkunden. Schon 1766 begleitete er die Varianten in einem auf der Bibliothek zu Helmstedt befindlichen hebräischen Kodex mit kritischen Erläuterungen. 1767 lieferte er eine Paraphrase der Sprichwörter Salomos und 1771 der prophetischen Bücher des Alten Testaments. Von den Werken älterer Bibelinterpreten, unter andern von Albert Schultens (1686–1750), Hugo Grotius, Adrian Reland (1676–1718) und Ludwig Capellus (1585–1658), gab er zweckmäßige Auszüge, begleitet von historisch kritischen Erläuterungen. Durch Zusätze und Anmerkungen erweiterte er 1771 in einer neuen Ausgabe Oeders freie Untersuchungen über einige Bücher des Alten Testaments.
Seine Brüder waren:
- Georg Wilhelm Vogel (1743–1813), Jurist und Bürgermeister in Jena;
- Benedict Christian Vogel (1745–1825), Mediziner, Botaniker und Hochschullehrer in Altdorf bei Nürnberg.

## Veröffentlichungen
- Diss. de dialecto poetico divinorum carminum Veteris Testamenti. Helmstedt 1764
- Diss. de versionis Codicis Hebraei moderamea contra Ven. Meintelium. Halle 1765
- Diss. de locis quibusdam Pentateuchi. Halle 1766
- Diss. Num lingna Hebraea dives an pauper dici mereatur? Halle 1766
- Diss. Observationes criticae in varias quasdam lectiones Codicis Hebraei scripti Bibliothecae Academiae Helmstadiensis. Halle 1766
- Diss. Inscriptiones  Psalmorum serius additas videri. Halle 1767
- Francisci Vatabli annotationes in Psalmos, subjunctis H. Grotii notis, quibus observationes exegeticas criticas adspersit. Praemissa est praefatio J. A. Noesselt. Halle 1767
- Diss. do matribus lectionis librariorum arbitrio olim relictes. Halle 1767
- Die Sprichwörter Salomo’s umgeschrieben u.s.w.. Leipzig 1767
- Diss. Institutio  Hebraica  in scholis suscipienda. Halle 1767
- Diss. Interpretatio grammatica Cap. LIII. Jesaiae. Halle 1768
- Hadr. Relandi Antiquitates sacrae veterum Hebraeorum; recensuit et animadversionibus Ugolianis, Ravianis auxit. Halle 1769
- Alb. Schultensii versio integra Proverbiorum Salomonis, et in eadam Commentarius, quem in compendium redegit et observationibus criticis auxit. Halle 1769
- Anfangsgründe der hebräischen Sprache. Halle 1769
- Freie Untersuchungen über einige Bücher des Alten Testaments, vom Verfasser der christlich freien Untersuchung über die sogenannte Offenbahrung Johannis (G. L. Oeder). Mit Zugaben und Anmerkungen. Halle 1771
- Umschreibung des Propheten Jesaias. Halle 1771, 2. Teil (unter dem Titel: Umschreibung der poetischen Bücher des alten Testaments) Halle 1771, 3. Teil enthält die Weissagungen des Propheten Ezechil. Halle 1772, 4. Teil enthält die Weissagungen der zwölf kleinen Propheten. Halle 1773
- Alb. Schltensii Commentarius in libium Jobi, in compendium redegit et observationes criticas atque exegeticas adspersit Tom. I et II. Halle 1773
- Ludovici Capelli Critica sacra, sive de variis, quae in sacris Veteris Testamenti libris occurrunt lectionibus Libxi VI. Receensuit, multisque animadversionibus auxit. Tom. I et II. Halle 1775–1778 (Den 2. Band besorgte nach Vogels Tod J. G. Scharfenberg)
- Hugonis Grotii Annotationes in Vetus Testamentum emendatius edidit, et brevibus complurium locorum dilucidationibus auxit. Tom. I. Halle 1775. Post mortem b. Vogelii continuavit Jo. Chrph. Doederlein, Theol. D. Tom. II et III. Halle 1776